# Das Einstein Enigma
Das Einstein Enigma ist der Titel der 2017 erschienenen deutschen Übersetzung eines Romans des portugiesischen Autors José Rodrigues dos Santos, der 2006 unter dem Titel A Fórmula de Deus veröffentlicht wurde.
Er wurde bislang in 18 Sprachen übersetzt, auch die Filmrechte sind verkauft. Der Roman verbindet Unterhaltung (Agenten, geheime Waffen, Liebesgeschichte usw.) mit der Welt der Astrophysik, einem fiktiven Manuskript Albert Einsteins („Die Gottesformel“) und Themen wie der Entstehung und des Unterganges des Universums. Dabei zeigt J. R. Dos Santos Parallelen zwischen östlicher Spiritualität und westlicher Wissenschaft auf. Das Buch tritt nach den angeblichen Beweis für das sogenannte starke anthropische Prinzip an, das dem Buch zugrundeliegende Denken sei „…auf eine gewisse Weise reizvoll – solange man profane Fragen wie die nach dem Realitätsgehalt oder der Verifizierbarkeit nicht stellt.“ Nach dürfte es „nur schwer einen zweiten Roman geben, der so viel Wissen aus den Bereichen der Biologie, Physik, Chemie, Philosophie und Mathematik wie Das Einstein Enigma vermittelt.“ Die thematische Fortsetzung des Romans ist Der Schlüssel des Salomon.

## Handlung
Tomás Noronha, Kryptologe und Geschichtsprofessor an der Neuen Universität Lissabon, ist in seiner Eigenschaft als Berater an der Gulbenkian-Stiftung in Kairo, wo er von der schönen Iranerin Ariana Pakravan angesprochen und zum Essen eingeladen wird. Sie arbeitet für das iranische Wissenschaftsministerium und unterbreitet ihm ein lukratives Angebot: Er soll bei der Entschlüsselung eines noch unveröffentlichten Manuskripts von Albert Einstein helfen. Die gebotene Summe ist zu verführerisch. Trotz etlicher Bedenken unterzeichnet er den Vertrag.
Zurück in Lissabon, erhält Tomás einen Anruf vom amerikanischen Kulturattaché, er solle zu einem wichtigen Treffen in die Botschaft kommen. Dort stellt sich heraus, dass der Kulturattaché ein Mitarbeiter der CIA ist, die Wind von dem iranischen Projekt bekommen hat. Ein CIA-Agent erklärt Tomás, dass es sich bei dem Einstein-Manuskript um die Anleitung für eine einfach herzustellende Atombombe handelt, die der israelische Premierminister David Ben-Gurion anlässlich seines Treffens mit Albert Einstein am 13. Mai 1951 in Auftrag gegeben hatte. Eine Atombombe in iranischen Händen ist eine nicht abzusehende Gefahr für die Sicherheit der Vereinigten Staaten. Die CIA macht Tomás daher klar, dass er auch für sie arbeiten muss. So wird er zum Doppelagenten. Er soll das Manuskript für die USA entschlüsseln – ausschließlich versteht sich.
Die Iraner lassen Tomás jedoch das Manuskript nicht vollständig lesen, sondern verlangen nur die Dechiffrierung eines rätselhaften Gedichts
Terror if fin
De terrors tight
Sabbath fore
Christ nite
und eines ominösen Zweizeilers:
See sign
!ya ovqo
Da Tomás den Iran nicht eher verlassen darf, als bis er das Rätsel gelöst hat, und die CIA ihn zu einer schnellen Lösung drängt, entbrennt eine spannende Verfolgungsjagd, die bis nach Tibet führt. Dort sucht Tomás gemeinsam mit Ariana Pakravan nach Hinweisen des verschwundenen portugiesischen Physikprofessors Alberto Siza, der in den 1950er Jahren ein Mitarbeiter Albert Einsteins war. Dabei treffen die beiden auf den tibetischen Mönch Tenzing Thubten, der sie in die Denkweise der Buddhisten einführt, die ebenso erstaunliche wie faszinierende Parallelen zur westlichen Wissenschaft aufweist.
Mit Hilfe seines im Sterben liegenden Vaters, eines Mathematikers und Kollegen von Professor Siza, kommt Tomás schließlich auf die Spur eines der größten Mysterien der Welt: dem wissenschaftlichen Beweis für die Existenz Gottes.

## Hintergründe und Thesen
Dem Roman liegt die Idee zugrunde, was gewesen wäre, wenn Albert Einstein eine wissenschaftliche Möglichkeit entdeckt hätte, um die Existenz Gottes zu beweisen. Dazu wird zunächst die Frage gestellt, was Gott überhaupt sei.
Es werden Themen wie die Relativitätstheorien und die Entstehung des Universums (Urknall) sowie seine möglichen Endszenarien (Big Crunch oder Big Freeze) allgemeinverständlich erklärt. Die Heisenbergsche Unschärferelation, der Gödelsche Unvollständigkeitssatz und das Experiment von Alain Aspect mit verschränkten Photonen lassen die Faszination der Quantenmechanik greifbar werden.
Die genannten buddhistischen Weisheiten werden im Buch modernen wissenschaftlichen Forschungsergebnissen gegenübergestellt und es werden Parallelen gezogen.
Das Buch postuliert, den Gott der Bibel habe die Wissenschaft nicht nachgewiesen, doch das Universum sei so komplex, dass seine Entstehung auf eine absichtsvolle Intelligenz – einen „Die Gott“ – schließen lassen könne. Diese Denkweise entspricht grob dem Starken anthropischen Prinzip, nach welchem es nicht ohne eine steuernde Intelligenz möglich gewesen sein könne, dass u. a. Naturkonstanten genau diejenigen Werte angenommen hätten, dass die Entstehung von Leben und Menschheit möglich geworden ist (Intelligent Design).

## J. R. Dos Santos’ Quellen
José Rodrigues dos Santos stützt sich auf zahlreiche, teils umstrittene populärwissenschaftliche Quellen, darunter The Anthropic Cosmological Principle von John D. Barrow und Frank Tipler sowie Die Physik der Unsterblichkeit von Frank Tipler, The Constants of Nature von John D. Barrow und The Accidental Universe von Paul Davies, The Science of God von Gerald Schroeder, Theories of the Universe von Gary Moring, Universe von Martin Rees, The Meaning of Relativity von Albert Einstein, The Evolution of Physics von Albert Einstein und Leopold Infeld, The Physical Principles of the Quantum Theory und La nature dans la physique contemporaine von Werner Heisenberg, Chaos von James Gleick, The Essence of Chaos von Edward Lorenz, Introducing Chaos von Ziauddin Sardar und Iwona Abrams, Chaos und Harmonie von Trinh Xuan Thuan, Chaos and Nonlinear Dynamics von Robert Hilborn, Sync von Steven Strogatz, Der Plan Gottes sowie Gott und die moderne Physik von Paul Davies, The Tao of Physics von Fritjof Capra, Introducing Time von Craig Callender und Ralph Edney, Eine kurze Geschichte von fast allem von Bill Bryson, Five Equations that Changed the World von Michael Guillen und How We Believe von Michael Shermer.

## Ausgaben
- Das Einstein Enigma. Übersetzung: Paula Porter, Verlag: luzar Publishing, 2017, ISBN 978-3-946621-00-3